# Sopotnica (Škofja Loka, Slovenija)
Sopotnica je naselje u slovenskoj Općini Škofji Loki. Sopotnica se nalazi u pokrajini Gorenjskoj i statističkoj regiji Gorenjskoj. 

## Stanovništvo
Prema popisu stanovništva iz 2002. godine naselje je imalo 70 stanovnika.